# Calcio Portogruaro-Summaga 2011-2012
Questa voce raccoglie le informazioni riguardanti il Calcio Portogruaro-Summaga nelle competizioni ufficiali della stagione 2011-2012.

## Stagione
Il Portogruaro partecipa al campionato di Lega Pro Prima Divisione 2011-2012.
Il debutto stagionale avviene in Coppa Italia: davanti al proprio pubblico, il Portogruaro perde 3-0 con l'Avellino. L'esordio in campionato porta una sconfitta per 1-0 contro il Pergocrema.

## Organigramma societario
Dal sito internet della società:
Area direttiva
- Presidente: Francesco Mio
- Vice Presidente: Giuseppe Mio

Area organizzativa
- Segretario generale: Testani Silvano

Area comunicazione
- Responsabile Marketing: Busala Edoardo

Area tecnica
- Direttore sportivo: Specchia Giammario
- Allenatore: Massimo Rastelli
- Vice-allenatore: Dario Rossi
- Allenatore dei portieri: David Dei
- Preparatore atletico: Esposito Fabio

Area sanitaria
- Responsabile medico: Pietro Formentini
- Medico sociale: Nicola Forte
- Massaggiatori: Luigi Zanusso, Giorgio Cason

## Rosa
In corsivo i calciatori non facenti più parte della rosa, ma iscritti a referto durante la stagione.
| N. |                   | Ruolo | Calciatore         |
| -- | ----------------- | ----- | ------------------ |
|    | Italia (bandiera) | P     | Andrea Bavena      |
|    | Italia (bandiera) | P     | Michele Mion       |
|    | Italia (bandiera) | P     | Francesco Rossi    |
|    | Italia (bandiera) | P     | Luca Vianello      |
|    | Italia (bandiera) | D     | Andrea Adamo       |
|    | Italia (bandiera) | D     | Errico Altobello   |
|    | Italia (bandiera) | D     | Edoardo Lorenzini  |
|    | Italia (bandiera) | D     | Giuseppe Bognanni  |
|    | Italia (bandiera) | D     | Riccardo Brichese  |
|    | Italia (bandiera) | D     | Filippo Cristante  |
|    | Italia (bandiera) | D     | Dario Fedi         |
|    | Italia (bandiera) | D     | Stefano Pondaco    |
|    | Italia (bandiera) | D     | Alessandro Radi    |
|    | Italia (bandiera) | D     | Riccardo Regno     |
|    | Italia (bandiera) | D     | Pasquale Saccà     |
|    | Italia (bandiera) | D     | Filippo Santandrea |

| N. |                      | Ruolo | Calciatore              |
| -- | -------------------- | ----- | ----------------------- |
|    | Italia (bandiera)    | D     | Nicola Sartori          |
|    | Italia (bandiera)    | C     | Matteo Bolchi           |
|    | Italia (bandiera)    | C     | Federico Chesi          |
|    | Italia (bandiera)    | C     | Mario Coppola           |
|    | Italia (bandiera)    | C     | Marco Cunico (capitano) |
|    | Italia (bandiera)    | C     | Andrea D'Amico          |
|    | Rep. Ceca (bandiera) | C     | Ondřej Herzán           |
|    | Italia (bandiera)    | C     | Marco Moras             |
|    | Italia (bandiera)    | C     | Mirko Giacobbe          |
|    | Italia (bandiera)    | C     | Aniello Salzano         |
|    | Italia (bandiera)    | A     | Simone Corazza          |
|    | Italia (bandiera)    | A     | Carmine De Sena         |
|    | Italia (bandiera)    | A     | Luigi Della Rocca       |
|    | Italia (bandiera)    | A     | Matteo Lunati           |
|    | Italia (bandiera)    | A     | Davide Luppi            |

## Calciomercato

### Sessione estiva(dall'1/7 all'1/9)
| Arrivi | Arrivi            | Arrivi       | Arrivi                                            |
| R.     | Nome              | da           | Modalità                                          |
| ------ | ----------------- | ------------ | ------------------------------------------------- |
| P      | Andrea Bavena     | Inter        | risoluzione comproprietà                          |
| P      | Michele Mion      | Sacilese     | definitivo                                        |
| D      | Denny Cardin      | Atalanta     | risoluzione comproprietà                          |
| D      | Dario Fedi        | Matera       | definitivo                                        |
| D      | Andrea Pisani     | Juventus     | risoluzione comproprietà                          |
| D      | Alessandro Radi   | Paganese     | definitivo                                        |
| D      | Riccardo Regno    | Livorno      | prestito                                          |
| C      | Andrea D'Amico    | Catania      | prestito con diritto di riscatto                  |
| C      | Ondřej Herzán     | Spezia       | definitivo                                        |
| C      | Aniello Salzano   | Union Quinto | definitivo                                        |
| A      | Simone Corazza    | Valenzana    | fine prestito                                     |
| A      | Luigi Della Rocca | Triestina    | definitivo                                        |
| A      | Davide Luppi      | Sassuolo     | prestito con diritto di riscatto e controriscatto |

| Partenze | Partenze           | Partenze        | Partenze                 |
| R.       | Nome               | a               | Modalità                 |
| -------- | ------------------ | --------------- | ------------------------ |
| A        | Piá                | Pergocrema      | definitivo               |
| D        | Adrian Madaschi    | Melbourne Heart | definitivo               |
| C        | Vinicio Espinal    | Pro Vercelli    | definitivo               |
| A        | Cristian Altinier  | Benevento       | definitivo               |
| C        | Nicolás Amodio     | Peñarol         | definitivo               |
| D        | Ivan Franceschini  | HinterReggio    | definitivo               |
| C        | Emiliano Tarana    | Feralpisalò     | definitivo               |
| C        | Matteo Scozzarella | Atalanta        | risoluzione comproprietà |
| D        | Eros Schiavon      | Cittadella      | definitivo               |
| A        | Federico Gerardi   | Udinese         | fine prestito            |
| D        | Marco Esposito     | Pisa            | definitivo               |

### Sessione invernale(dal 3/1 al 31/1)
| Acquisti | Acquisti          | Acquisti       | Acquisti |
| R.       | Nome              | da             | Modalità |
| -------- | ----------------- | -------------- | -------- |
| D        | Errico Altobello  | Bari           | prestito |
| D        | Edoardo Lorenzini | Bassano Virtus | prestito |

| Cessioni | Cessioni       | Cessioni       | Cessioni |
| R.       | Nome           | a              | Modalità |
| -------- | -------------- | -------------- | -------- |
| C        | Mirko Giacobbe | Bassano Virtus | prestito |

## Risultati

### Lega Pro Prima Divisione
| andata      | 1ª giornata            | ritorno     |
| 4 set. 2011 |                        | 8 gen. 2012 |
| 0-1         | Portogruaro-Pergocrema | 4-1         |

| andata       | 2ª giornata          | ritorno      |
| 11 set. 2011 |                      | 15 gen. 2012 |
| 1-0          | Siracusa-Portogruaro | 1-0          |

| andata       | 3ª giornata           | ritorno      |
| 18 set. 2011 |                       | 22 gen. 2012 |
| 3-1          | Portogruaro-Carrarese | 0-2          |

| andata       | 4ª giornata              | ritorno      |
| 25 set. 2011 |                          | 29 gen. 2012 |
| 0-2          | Feralpi Salò-Portogruaro | 0-0          |

| andata      | 5ª giornata          | ritorno     |
| 2 ott. 2011 |                      | 5 feb. 2012 |
| 2-2         | Portogruaro-Piacenza | 0-0         |

| andata      | 6ª giornata          | ritorno      |
| 9 ott. 2011 |                      | 12 feb. 2012 |
| 2-0         | Südtirol-Portogruaro | 0-1          |

| andata       | 7ª giornata                | ritorno      |
| 12 ott. 2011 |                            | 26 feb. 2012 |
| 1-1          | Portogruaro-Bassano Virtus | 0-1          |

| andata       | 8ª giornata           | ritorno     |
| 16 ott. 2011 |                       | 4 mar. 2012 |
| 1-2          | Cremonese-Portogruaro | 4-0         |

| andata       | 9ª giornata           | ritorno      |
| 23 ott. 2011 |                       | 11 mar. 2012 |
| 3-1          | Portogruaro-Triestina | 0-1          |

| andata       | 10ª giornata       | ritorno      |
| 30 ott. 2011 |                    | 18 mar. 2012 |
| 0-2          | Spezia-Portogruaro | 1-1          |

| andata      | 11ª giornata         | ritorno      |
| 6 nov. 2011 |                      | 25 mar. 2012 |
| 1-1         | Portogruaro-Barletta | 1-1          |

| andata       | 12ª giornata       | ritorno      |
| 13 nov. 2011 |                    | 1º apr. 2012 |
| 4-1          | Latina-Portogruaro | 1-1          |

| andata       | 13ª giornata        | ritorno     |
| 20 nov. 2011 |                     | 4 apr. 2012 |
| 2-2          | Portogruaro-Trapani | 5-1         |

| andata       | 14ª giornata           | ritorno      |
| 27 nov. 2011 |                        | 15 apr. 2012 |
| 0-1          | V.Lanciano-Portogruaro | 3-2          |

| andata      | 15ª giornata          | ritorno      |
| 4 dic. 2011 |                       | 22 apr. 2012 |
| 1-0         | Portogruaro-Frosinone | 1-2          |

| andata      | 16ª giornata      | ritorno      |
| 9 dic. 2011 |                   | 29 apr. 2012 |
| 1-1         | Prato-Portogruaro | 2-2          |

| andata       | 17ª giornata           | ritorno     |
| 18 dic. 2011 |                        | 6 mag. 2012 |
| 1-1          | Portogruaro-Andria BAT | 0-5         |

## Statistiche

### Statistiche dei giocatori
| Giocatore      | Presenze | Reti |
| -------------- | -------- | ---- |
| Bavena         | 25       | 0    |
| Mion           | 0        | 0    |
| Rossi          | 0        | 0    |
| Santandrea     | 4        | 0    |
| Regno          | 20       | 0    |
| Radi           | 23       | 3    |
| Pondaco        | 21       | 2    |
| Bognanni       | 6        | 0    |
| Altobello      | 2        | 0    |
| Fedi           | 19       | 1    |
| Adamo          | 2        | 0    |
| Cristante      | 13       | 0    |
| Lorenzini      | 3        | 0    |
| Ondrej         | 17       | 0    |
| Bolchi         | 2        | 0    |
| Chesi          | 0        | 0    |
| Luppi          | 24       | 3    |
| D'Amico        | 13       | 1    |
| Liccardo       | 6        | 0    |
| Salzano        | 13       | 1    |
| Della Rocca L. | 14       | 0    |
| Lunati         | 21       | 1    |
| Cunico         | 20       | 2    |
| Corazza        | 24       | 10   |
| Coppola        | 21       | 1    |
| Mguizami       | 1        | 0    |
| Salbre         | 1        | 0    |
| Moras          | 2        | 0    |
| De Sena        | 17       | 3    |